# Tour de Suisse 1978
Die 42. Tour de Suisse fand vom 14. bis 23. Juni 1978 statt. Sie wurde in elf Etappen und einem Prolog über eine Distanz von 1.562,5 Kilometern ausgetragen.
Gesamtsieger wurde der Belgier Paul Wellens. Die Rundfahrt startete in Spreitenbach mit 96 Fahrern, von denen 64 Fahrer am letzten Tag in Affoltern ins Ziel kamen.

## Etappen
| Etappe     | Tag      | Start – Ziel               | km    | Etappensieger      | Gesamtwertung   |
| ---------- | -------- | -------------------------- | ----- | ------------------ | --------------- |
| Prolog     | 14. Juni | Spreitenbach (EZF)         | 4     | Gerrie Knetemann   | Gerry Knetemann |
| 1. Etappe  | 15. Juni | Spreitenbach – Volketswil  | 197,5 | Gery Verlinden     | Gery Verlinden  |
| 2. Etappe  | 16. Juni | Volketswil – Schaffhausen  | 169,5 | Dietrich Thurau    | Gery Verlinden  |
| 3. Etappe  | 17. Juni | Schaffhausen – Oftringen   | 162   | Jan Raas           | Gery Verlinden  |
| 4. Etappe  | 18. Juni | Oftringen – Solothurn      | 123   | Henk Lubberding    | Roland Salm     |
| 5. Etappe  | 18. Juni | Solothurn – Balmberg (BZF) | 12    | Michel Pollentier  | Ueli Sutter     |
| 6. Etappe  | 19. Juni | Solothurn – Bulle          | 188,5 | Freddy Maertens    | Ueli Sutter     |
| 7. Etappe  | 20. Juni | Bulle – Grächen            | 178   | Giovanni Battaglin | Ueli Sutter     |
| 8. Etappe  | 21. Juni | Grächen – Lugano           | 191,5 | Giovanni Battaglin | Ueli Sutter     |
| 9. Etappe  | 22. Juni | Lugano – Glarus            | 218,5 | Giovanni Battaglin | Paul Wellens    |
| 10. Etappe | 23. Juni | Glarus – Affoltern         | 97,5  | Giancarlo Bellini  | Paul Wellens    |
| 11. Etappe | 23. Juni | Affoltern (EZF)            | 20,5  | Michel Pollentier  | Paul Wellens    |